# Calodia tripectinata
Calodia tripectinata är en insektsart som beskrevs av Nielson 1982. Calodia tripectinata ingår i släktet Calodia och familjen dvärgstritar. Inga underarter finns listade i Catalogue of Life.